# ジブチ

ジブチ共和国
République de Djibouti（フランス語）
جمهورية جيبوتي（アラビア語）

国の標語：統一、平等、平和
（フランス語: Unité, Égalité, Paix）
国歌：「ジブチ」

ジブチ共和国（ジブチきょうわこく）、通称ジブチは、アフリカ北東部に位置する共和制国家。首都はジブチ市。公用語はアラビア語でアラビア半島に極めて近くアラブ連盟の加盟国であるため、中東に含まれる場合もある。エリトリア、エチオピア、ソマリアと接し、紅海、アデン湾に面する。

## 国名
正式名称はフランス語で、République de Djibouti（レピュブリク・ドゥ・ヂブティ）。通称、Djibouti（ヂブティ）。アラビア語で、جمهورية جيبوتي（jumhūrīyat jībūtī; ジュムフーリーヤ・ジーブーティー）。
公式の英語表記は、Republic of Djibouti（リパブリック・オヴ・ヂブーティ）。通称、Djibouti（ヂブーティ）。
日本語の表記は、ジブチ共和国。通称、ジブチ。
国名は、「ダウ船は着いたのか」という意味。ジブチの主要港、ジブチ港には、アラビアのダウ船の出入りが多かったことからこの名前が付けられた。

## 歴史

### スエズ運河建設
1859年にフェルディナン・ド・レセップスのスエズ運河会社によるスエズ運河の建設が始まると、ヨーロッパへの短絡路として紅海の重要性は増大し、その入り口を扼するタジュラ湾地域にフランスが進出した。1859年に第二帝政下のフランスはタジュラ湾口のオボック港を租借し、1862年にはダナキル族からオボック港を購入した。1881年にフランスはオボックにフランス・エチオピア通商会社を設立した。1884年にイギリスがイギリス領ソマリランドを建設し、1889年にはウッチャリ条約によってエチオピア帝国がイタリア王国へイタリア領エリトリアを割譲したことで、フランスの勢力圏はタジュラ湾周辺の狭い地域に限定されることとなった。

### フランス領ソマリランド

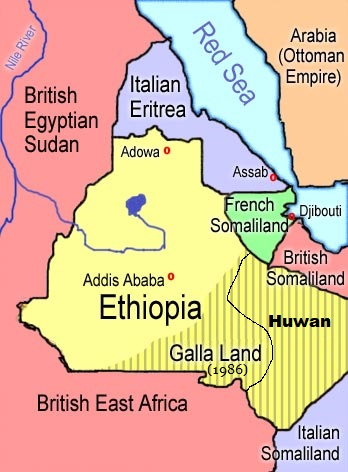
植民地時代（1908年）のアフリカ北東部。緑色のフランス領ソマリランドが現在のジブチである。

エチオピア帝国の皇帝メネリク2世は、イタリア離れと軍事力増強のためにフランスに接近を試み、1894年にジブチ市からエチオピアのハラールまでの鉄道敷設権をフランス企業に与えた。1896年にはフランス領ソマリランドが成立し、同年オボックからタジュラ湾の南側に位置するジブチ市への遷都が行われた。
上記の鉄道もジブチ・エチオピア鉄道として1894年に着工され、1902年にはディレ・ダワまでが開通し、1917年にアディスアベバまで全通した。オボック時代にはこの植民地はさほどの重要性を持たなかったが、鉄道建設と港湾整備によってジブチ港はエチオピアの海への窓口となり、植民地の重要性は高まった。
1947年の時点でフランス領ソマリの総人口は96,100人であり、内24,500人がアファル人であった。1945年の第二次世界大戦終結後、「アフリカの年」こと1960年ごろを境に、アフリカ諸国の独立が進んだが、フランス領ソマリでは独立を支持するソマリ系のイッサ人と、フランス領にとどまることを望むエチオピア系のアファル人の対立のために独立問題は進まず、フランスの海外県に留まっていた。
1967年には独立を問う住民投票が実施され、引き続きフランス領であることを選択した後、フランス領アファル・イッサと改称された。その後、議会選挙でアファル人の進歩党が圧勝。また、イッサ人を基盤とする独立アフリカ人民同盟も勢力をのばし独立を要求した。1975年にはアファル人に有利だった市民権法が改正されイッサ人の政治参加が拡大した結果、1977年の住民投票においては独立派が多数を占め、同年6月27日にジブチ共和国は独立を宣言した。

### 独立
ジブチの初代大統領にはイッサ人出身のハッサン・グレド・アプティドンが就任した。グレド大統領は首相には必ずアファル人を任命したものの、与党・進歩人民連合の一党独裁制を敷き、多数派であるイッサ人の優位は続いたため民族対立はおさまらず、1991年には北部でアファル人の統一民主回復戦線（FRUD）が蜂起し、ジブチ内戦が勃発した。この内戦は主にアファル人の多い北部で戦われたが、経済の要であるジブチ港への影響はほとんどなかった。グレド大統領は脱部族政策を打ち出すとともに複数政党制と大統領の直接選挙制を導入したものの、野党各党がボイコットを行ったため進歩人民連合の全議席独占は変わらなかった。野党の非難の中グレドは1993年に4選され、1994年には統一民主回復戦線の穏健派と政府の和平が実現して両党連立政権が発足した。
その後、グレド大統領の後継であるイスマイル・オマル・ゲレが1999年に大統領に当選、統一民主回復戦線急進派との和平も2001年に成立して内戦が終結した。ゲレ自身は安定した長期政権を築き、2005年の大統領選では唯一の候補として100%の支持で再選され、強権的な政治手法も用いており、欧米と日本や中国から軍事的な保護を受けるも人権団体などから独裁者と非難されている。2016年の大統領選でゲレは4選された。
国境を巡って隣国エリトリアと対立しており、1990年には二度の軍事衝突が起きている。停戦が成立したが、国境線を巡る緊張は続いた。2008年6月10日、ジブチ・エリトリア国境紛争で再び両軍の間で戦闘が起きた。ジブチ政府はエリトリアが再び国境線に軍を増強しているとして非難し、国際社会の介入を求めた。

## 政治
ジブチは共和制、大統領制をとる立憲国家である。現行憲法は1992年9月4日に制定されたもの。
国家元首である大統領は、国民の直接選挙により選出され、かつては任期は6年で3選が禁止されていたが、2010年に大統領の任期を5年に短縮する代わりに再選制限が撤廃された。首相と閣僚は大統領が任命する。
議会は一院制で、定数65議席。議員は国民の直接選挙で選出され、任期は5年である。
ジブチは1992年の新憲法制定以来、複数政党制を導入しているが、2013年の選挙までは進歩人民連合 (RPP)を中心とする与党連合が全議席を独占し、事実上の一党支配が続いていた。同年の選挙で初の与野党対決が実現し、進歩人民連合を中心とし、統一民主回復戦線 (FRUD)や国民民主党 (PND)などを含む大統領多数連合が55議席を獲得、民主共和同盟 (ARD)や民主改革開発運動 (MRDD) などを中心とする野党連合である国民解放連合が9議席を獲得した。2018年の選挙では、大統領多数連合が57議席、野党連合が7議席を獲得した。
最高司法機関は最高裁判所である。

## 国際関係

### 日本との関係
- 在留日本人数 - 44人（2021年10月現在）[15]
- 在日ジブチ人数 - 11人（2021年12月現在）[15]（在ジブチ自衛隊 駐留部隊は除く）

日本ジブチ地位協定という協定を結んでいるが、自衛隊の過失犯が無罪になるなど日本が圧倒的に有利、自衛隊基地内にはジブチ政府が一切関与できないなどと不平等条約であると非難される事がある。

## 軍事
現在もフランス軍が駐留している。ジブチ港にフランス海軍基地を設けるとともに、フランス陸軍は、第5海外混成連隊1個連隊を派遣し、フランス空軍はミラージュ2000戦闘機及び、ごく少数の輸送機・ヘリコプターを派遣することによりジブチの防空任務を行っている。
対テロ戦争の一環として、ドイツのシュトゥットガルトに司令部を持つアメリカ地域統合軍であるアメリカアフリカ軍隷下のCJTF HOA（アフリカの角共同統合任務部隊 (Combined Joint Task Force - Horn of Africa)）
の司令部及び隷下の各部隊がレモニエ基地に駐留しており、これはアフリカで唯一の恒久的な米軍基地である。また、第150合同任務部隊の拠点の一つになっている。
このほかイタリア軍も拠点としてアメデオ・ギレット支援基地
を設けている。

### 海賊問題と日中の海外基地
近年、ソマリア沖・アデン湾で急増・多発している「ソマリア沖の海賊」問題は国際社会にとって重大な脅威となっている。海賊行為の対処のための活動では、日本の自衛隊も「海賊行為の処罰及び海賊行為への対処に関する法律」に基づき、2017年2月時点でP-3C哨戒機2機と隊員約170人が派遣されている。当初は米軍、欧州連合(EU)部隊の協力を得て活動していたが、2011年7月7日、自衛隊の海外拠点がジブチ国際空港近くに開設された。自衛隊にとっては事実上初の海外基地となる。この拠点は海賊対策のほか、ジブチ軍駐屯地に出向いての兵士への道路整備重機の操作指導などアフリカ諸国との軍事交流にも使われている。警備強化のため2017年度、施設敷地は18ha拡張される計画である。
2015年1月18日、現地を訪問した防衛大臣・中谷元が海賊対策だけでなくテロ対策など幅広い活動が出来るように法整備を進める考えを示した。
2015年2月末には、これらの国際的な海賊対策を行う国連加盟国合同軍第151合同任務部隊の司令官として、日本人（海自）が着任する事が発表された。旧軍時代を含めても日本国籍の者が多国籍軍の指揮を任された事はなく、史上初の日本人多国籍軍司令官だといえる。
かねてからセーシェルなどアフリカに軍事拠点を設けることを検討し、国のシンボルであるジブチ人民宮殿と大統領府などを建設してジブチと強い関係を構築してきた中華人民共和国も海賊対策（中華人民共和国のソマリア沖海賊対策）やアフリカにおけるPKOの補給・休息を理由として、ジブチに中国人民解放軍初の海外基地を開設した。このジブチ保障基地開設を宣言した2017年7月11日に、駐留部隊を載せた揚陸艦「井崗山」と半潜水艇「東海島」の2隻が広東省湛江を出港。8月1日にジブチ国防相らを招いて進駐式を開いた。中国の基地は約36haと自衛隊より広く、高さ10m程度の塀や監視塔で防備されている。基地に隣接するドラレ港では中国企業が開発に携わっており、同港の親会社の株式は招商局集団が所有することから隣接する基地と同様の中国の対アフリカ戦略を担ってるとする見方もある。
これに関連し中国軍人を撮影したなどの疑いで、自衛官がジブチの警察当局に拘束される事件が現地で発生している。
中国と日本もアメリカと同様に基地を恒久化している。

## 地方行政区分

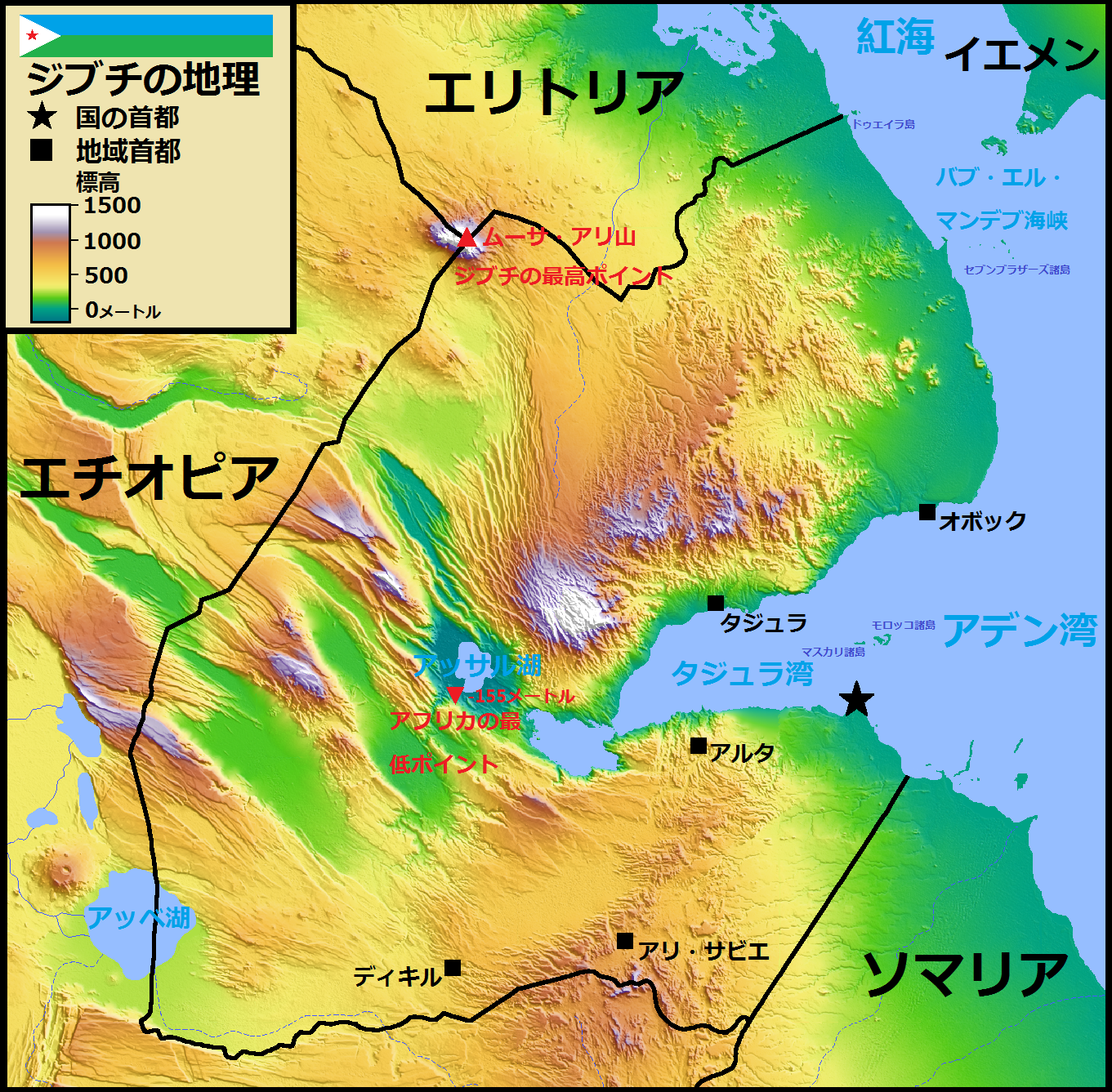
ジブチの地図。

ジブチは、5つの州と1つの市に分かれている。そして、さらに15の地区に区分される。
- ジブチ市
- アリ・サビエ州
- アルタ州
- ディキル州
- オボック州
- タジュラ州

### 主要都市
主要な都市はジブチ市（首都）、アリ・サビエ、タジュラがある。ジブチ市は総人口90万人の国家で52万人（2014年）の人口を抱え、国内では突出した大都市となっている。

## 地理

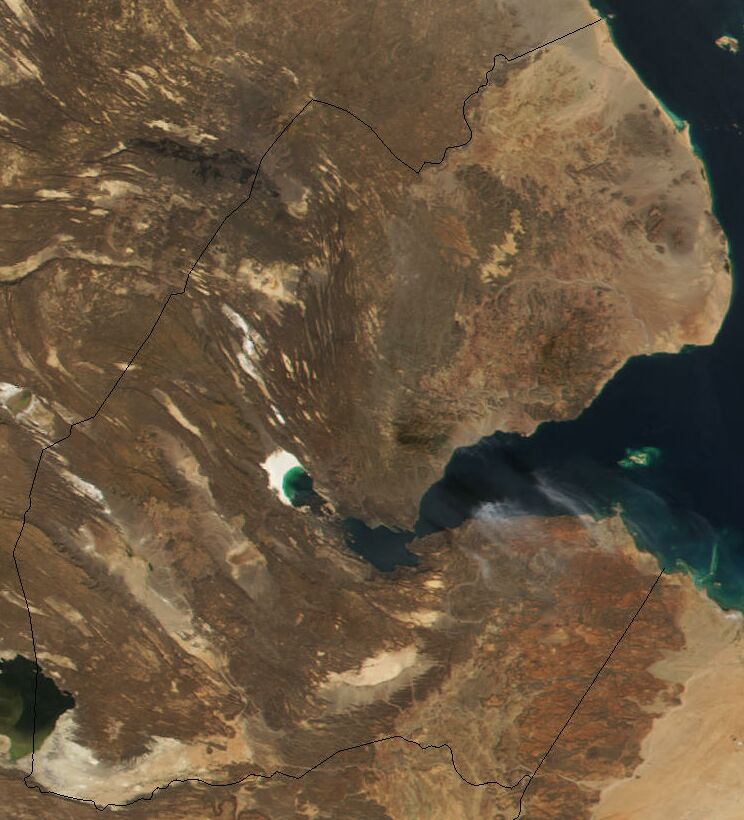
ジブチの衛星写真。

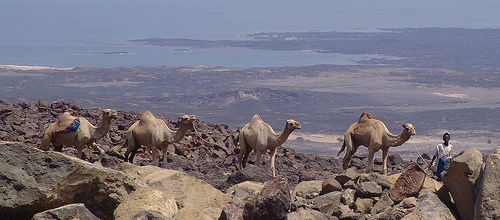
アッサル湖近くを行くラクダの列。湖で採れる塩は古代から貴重な資源である。

狭義のアフリカ大地溝帯の北端に位置する。アデン湾に望み、海沿いは平野が広がり、西部には高原が広がる。最高地点は北部のエリトリアおよびエチオピアとの国境三重会合点に位置するムーサ・アリ山 (標高2028m) である。最低地点はアッサル湖の標高マイナス170mで、アフリカで最も低い。面積は23200平方キロメートルで、本州の10分の1ほどの面積。国土の全域が乾燥帯気候であり、沿岸部や内陸低地は砂漠気候、山岳地帯はステップ気候となっている。年間降水量は130mm程度しかないが、一方で特に沿岸部において湿度は非常に高くなっている。
国土のかなりの部分は岩石砂漠であるが、中央部には大バラ砂漠と呼ばれる土砂漠が存在する。地表の流水はほぼ存在せず、植生は基本的にワジの周辺やわずかなオアシスなどに限られるが、タジュラ市の北の標高1,500mほどの地帯にはダイの森（Forêt de Day）と呼ばれる森林地帯が、タジュラ湾沿いの海岸にはマングローブ林が存在する。1991年11月から東京農業大学がジブチ農業省と共にジブチ国内で砂漠緑化事業を行っていた。塩湖としては国土中央部のアッサル湖のほかに、国土の西南端にはアッベ湖が存在する。周辺のアファル人はキャラバンを組んでこれらの塩湖から採取される塩を交易し、貴重な現金収入を得ていた。

## 経済

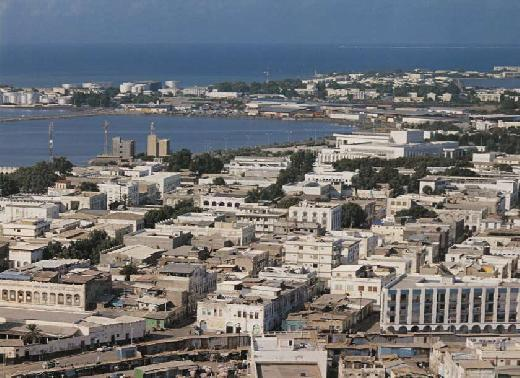
首都ジブチ市

IMFの推計によると、2013年のジブチのGDPは14億5千万ドルである。一人当たりのGDPは1,593ドルで世界平均の約15%に留まるが、隣接するエチオピアやエリトリアが500ドル台なのと比べると高い水準にある。通貨のジブチ・フランはアメリカ合衆国ドルと完全固定相場制を取っており、また外貨規制が存在せず交換が自由であることはジブチ経済の強みの一つとなっている。
1986年の輸入額は1.9億ドル、輸出額は0.2億ドルと、輸入額のほうが圧倒的に多い状況となっている。

### 貿易
ジブチは、ジブチ港の貿易とジブチ・エチオピア鉄道の収益に依存する典型的な中継貿易国家である。ジブチ港はエチオピアの海上貿易のほとんどを担っている。かつてエリトリアがエチオピア領だった時代は同国内のアッサブ港が貿易港として開発されたためジブチの重要性はやや減じていたが、それでも1991年の時点でエチオピアの輸出の50％、輸入の25％はジブチを経由していた。さらに1998年に勃発したエチオピア・エリトリア国境紛争によって両国の国交は断絶し、再びジブチ港の重要性は高まった。エチオピア貿易以外でも、紅海の入り口に存在する要衝であるため港湾サービスの需要は大きい。長年自由港として機能しており、2006年以降は湾岸諸国や中国からの多額の投資が流入した。2010年代に入ってから中国の経済的進出が著しく、2016年には老朽化が進んでいたジブチ・エチオピア鉄道が電化の上アディスアベバ・ジブチ鉄道として開業し、2018年にはアフリカ最大の自由貿易区であるジブチ国際自由貿易区が一部完成した。

### 軍事基地
その他、建国以前からフランス軍が大規模な基地を置いており、この駐留による利益も経済の大きな部分を占めている。要衝にあり、インフラがある程度整っている上に政治的にも周辺諸国に比べれば比較的安定しているために、周辺で国際的な軍事介入が必要となった場合や邦人脱出の拠点として使用されることが多く、1991年の湾岸戦争や1992年－1995年の国連ソマリア活動などでは輸送拠点となった。ソマリア沖の海賊が活発化すると、フランス以外の国家も続々とジブチに基地を設け、その利用料収入もジブチ経済にとって重要なものとなった。

### その他産業
第一次産業の従事者は多いものの、自然環境の厳しさなどの要因から、農業は未発達で食料自給率は極めて低い。農業人口は約12万人、国民の25%程を占めるものの、可耕地面積は国土の0.5%に当たる100,60ヘクタールほどであり、食料自給率も約3%しかない。鉱業はほぼ存在せず、わずかにアッサル湖などの塩湖やタジュラ湾で生産される塩と、わずかな石灰が存在するのみである。2013年度の輸出は1.2億ドル、輸入は5.6億ドルであり、貿易相手国としては輸出はエチオピアが最も大きく総輸出の35％を占め、フランスの20％が続く。輸入はフランスが30％を占め、アラブ首長国連邦が18％で続く。

## 交通
交易立国であるジブチにおいて、ジブチ港はまさしく国の基礎であり、多額の投資が行われ整備されている。2017年にはジブチ港の10 km西側に新港区であるドラレ多目的港が開港した。
大規模な港湾に比べ、陸上交通は整備が進んでいない。主要貿易相手国であるエチオピアとの間には国道と鉄道が1本ずつ走っている。主要ルートとなっている国道はジブチ市から南西に走り、ムールドで北西へと向きを変えてガラフィでエチオピアへと抜けるが、整備されたエチオピア国内の道路と異なりジブチ国内の国道は荒れた状態となっており、アディスアベバ・ジブチ間の所要時間は20時間程度となっている。これに対し鉄道は、1902年に開通したジブチ・エチオピア鉄道がジブチ市からまっすぐ南西に、アリ・サビエを通ってデウェレでエチオピアへと抜けており、長らくメインの輸送ルートとなっていたものの老朽化が進んで道路輸送がメインとなっていた>。これを改善するため、2016年には完全電化のアディスアベバ・ジブチ鉄道が開業し、両国首都間の所要時間は8時間にまで短縮された。
航空に関しては、ジブチ市のジブチ国際空港から周辺諸国に航空便が発着しているほか、オボック空港など地方都市にいくつかの小規模な空港が存在する。

## 国民

### 民族
| 民族構成（ジブチ）         | 民族構成（ジブチ）         | 民族構成（ジブチ） | 民族構成（ジブチ） | 民族構成（ジブチ） |
| -------------------------- | -------------------------- | ------------------ | ------------------ | ------------------ |
|                            |                            |                    |                    |                    |
| イッサ人（ソマリ人）       | イッサ人（ソマリ人）       |                    | 60%                | 60%                |
| アファル人（エチオピア系） | アファル人（エチオピア系） |                    | 35%                | 35%                |
| その他                     | その他                     |                    | 5%                 | 5%                 |

構成民族は、ソマリ人系のイッサ人が60%、エチオピア系のアファル人が35%であり、フランス人、アラブ人、イタリア人やアファル人以外のエチオピアの民族など、その他が5%となっている。イッサ人はジブチ市をはじめとする南部に、アファル人はタジュラ市をはじめとする北部に主に居住する。イッサ人とアファル人の対立から、1990年代に内戦が起こった。

### 宗教
人口の94%がムスリム（イスラム教）、6%がキリスト教となっている。

### 言語
フランス語とアラビア語が公用語であるが、現地住民の間においてはソマリ語とアファル語が、それぞれ広く使われている。

### 保健

#### 平均寿命
男性の平均寿命は45.4歳、女性の平均寿命は48.45歳と、全体的に見ると低いが、中南部アフリカでは平均的な平均寿命となっている。

### 教育
2003年の推計によれば、15歳以上の国民の識字率は67.9%（男性：78%、女性：58.4%）である。2007年の教育支出はGDPの8.4%だった。2007年のジブチの就学率は男性が29.0パーセント、女性が21.9パーセントと世界的に見ても低い水準である。2016年の就学率は男女とも約80％である。教育制度は小学校5年・中学校4年・高校が3年または4年・大学が4年であり、義務教育は小学・中学校の9年間である。
また、高等教育機関は近年まで存在していなかったが、2006年にジブチ大学が開学した。

## 文化

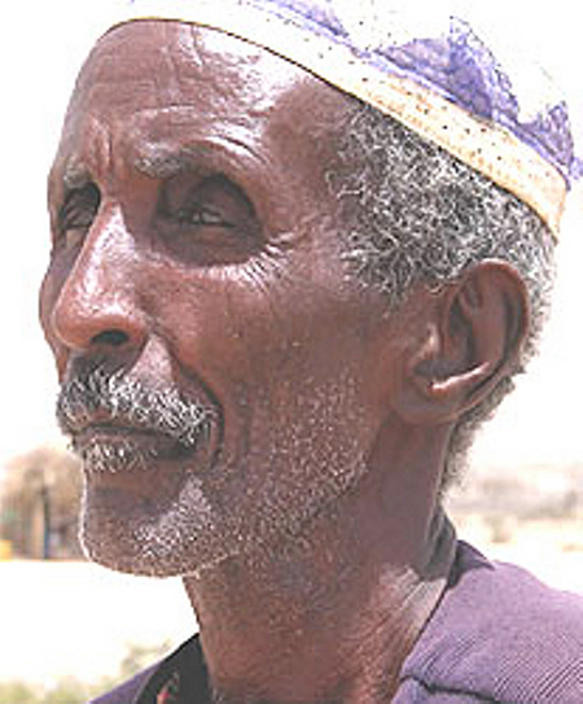
伝統的な帽子を被ったソマリ人の男性。

ソマリア系のイッサ人やエチオピア系のアファル人など各民族にそれぞれ独自の文化や習慣がある。
カットを噛む習慣がある。

### 食文化
街のレストランではフランスパンが出される。食料自給率が低いため、農産物や青果のほとんどをエチオピアやソマリアから輸入している。

### 祝祭日
| 日付    | 日本語表記 | 現地語表記             | 備考 |
| ------- | ---------- | ---------------------- | ---- |
| 1月1日  | 元日       |                        |      |
| 5月1日  | メーデー   | Fête du Travail        |      |
| 6月27日 | 独立記念日 | Fête de l'Indépendance |      |

| 日付                       | 日本語表記       | 現地語表記 | 備考 |
| -------------------------- | ---------------- | ---------- | ---- |
| ムハッラム1日              | ヒジュラ暦新年   |            |      |
| ラビーウ＝ル＝アウワル12日 | ムハンマド生誕祭 |            |      |
| ラジャブ27日               | ムハンマド昇天祭 |            |      |
| シャウワール1日            | 断食明けの祭り   |            |      |
| ズー＝ル＝ヒッジャ10日     | 犠牲祭           |            |      |

官公庁はこれらの祝日のほか毎週金曜日が休日となる。

## 著名な出身者
- アーメド・サラ - マラソン選手
- アヤンレ・スレイマン - 中距離走選手
- モハメド・リバン - サッカー選手
- アブドゥラマン・アリ・ワベリ（作家）